# Fireman Sam
Fireman Sam (Sam, o Bombeiro no Brasil e O Bombeiro Sam em Portugal) é uma série de animação infantil britânica sobre um bombeiro chamado Sam, seus companheiros bombeiros e outras residências no fictício vilarejo rural galês de Pontypandy (um  portmanteau de duas cidades reais, Pontypridd e Tonypandy, que estão situadas aproximadamente distante nos Vales do Sul do País de Gales). A ideia original para o programa veio de dois ex-bombeiros de Londres, Inglaterra, que levaram a ideia para o artista e escritor Rob Lee, que desenvolveu o conceito, e o programa foi encomendado.
Sam, o Bombeiro primeiro apareceu como Sam Tân (Fireman Sam em Galês) como série em idioma galês no canal S4C em 1987, e depois no mesmo ano na BBC1. A série original terminou em 1994, e a nova série que expandiu o personagem fundido começou em 2003. A série foi também exibida em Gaélico na Escócia. A série foi vendida para sobre 40 países e tem sido exibida em todo o Reino Unido para promover segurança contra incêndios.
[carece de fontes?]